# William C. White
William Clarence White (Rochester, 29 de agosto de 1854-St. Helena, 1 de octubre de 1937) fue un editor, administrador y ministro religioso estadounidense, hijo de los cofundadores de la Iglesia Adventista del Séptimo Día James S. White y Ellen G. White.
Es reconocido por su rol como asistente, consejero, representante y fideicomisario de su madre, Ellen G. White, a quien los adventistas del séptimo día le atribuyen el haber manifestado el don de profecía.

## Biografía

### Nacimiento

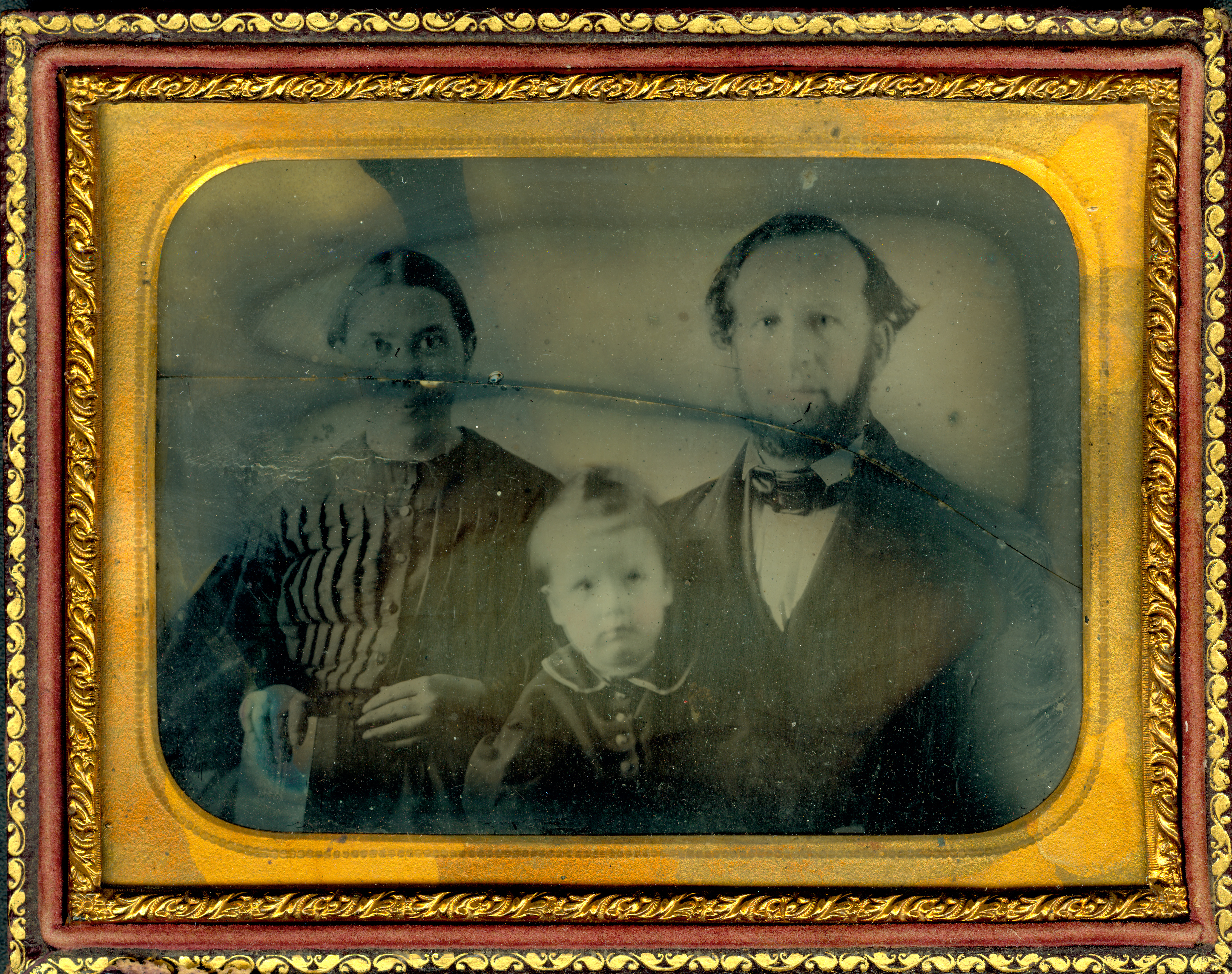
Ambrotipo de W. C. White junto a sus padres en 1857. Esta es una de las primeras fotografías conocidas de James y Ellen White.

William Clarence White nació en Rochester, Nueva York, a las 2 a. m. del 29 de agosto de 1854. Sus padres, James S. White y Ellen G. White, eran los líderes más influyentes del movimiento religioso de adventistas observadores del sábado como día de reposo. Al momento de su nacimiento, el hogar de la familia White ubicado en el número 124 de Mount Hope Avenue funcionaba simultáneamente como sede del periódico Second Advent Review and Sabbath Herald, el elemento de cohesión más visible del movimiento. Allí se realizaba la redacción, impresión y encuadernación de las publicaciones.
Además de Willie —diminutivo con el que Ellen lo llamó durante toda su vida— y sus padres, habitaban el hogar sus hermanos Henry Nichols —de siete años— y James Edson —de cinco—; las asistentes domésticas Clarissa Bonfoey y Jenny Fraser, y diez a doce trabajadores del periódico. La casa de los White funcionaba también como lugar de reuniones para los adventistas guardadores del sábado de la zona.
El hogar de los White había sido afectado fuertemente por la tuberculosis. Al nacer Willie, Anna White —hermana de James y editora del periódico The Youth's Instructor— se encontraba en la etapa terminal de la enfermedad, falleciendo tres meses más tarde a los 26 años. El año anterior, Nathaniel White —otro hermano de James— había muerto por la misma causa a los 22 años. Otros dos trabajadores del periódico fallecieron por tuberculosis entre 1854 y 1855. Sin embargo, en diciembre de 1854, Ellen White escribió sobre Willie:

El bebé parece estar en perfecto estado de salud. Es un niño grande y gordo. Tiene tres meses y medio y pesa 7,7 kg. Es de buen carácter, rara vez llora. Es muy juguetón y activo. Solo tiene un defecto: le da miedo el canto.

James y Ellen realizaban con frecuencia extensos viajes fortaleciendo el incipiente movimiento adventista del séptimo día. El día después del primer cumpleaños de Willie, sus padres llegaron a casa después de haber estado ausentes durante once semanas. Durante estos viajes, sus hijos quedaban al cuidado de una o más mujeres jóvenes que vivían con los White como parte de la familia.

### Infancia

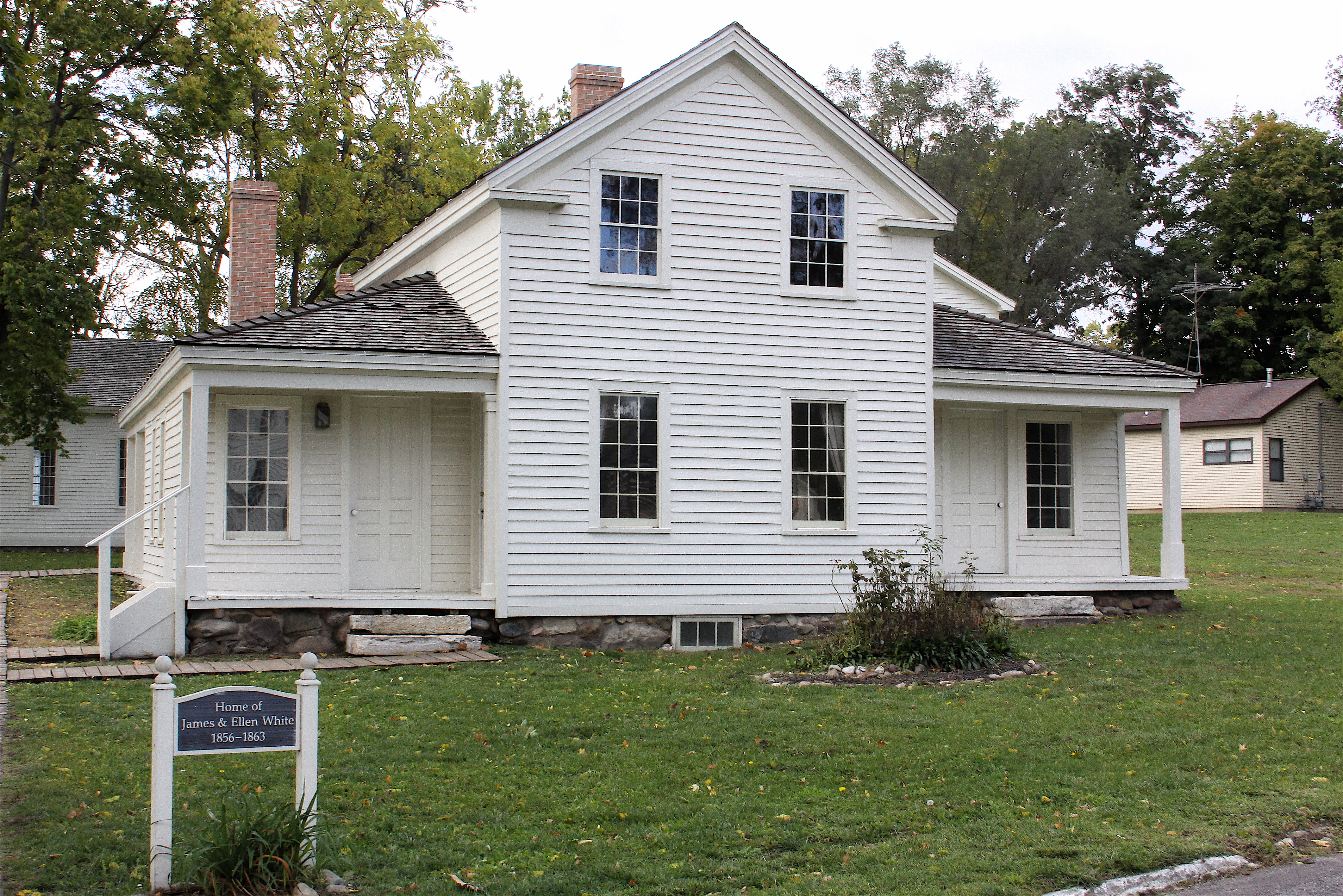
Primera casa propia de la familia White, construida en Battle Creek en 1856.

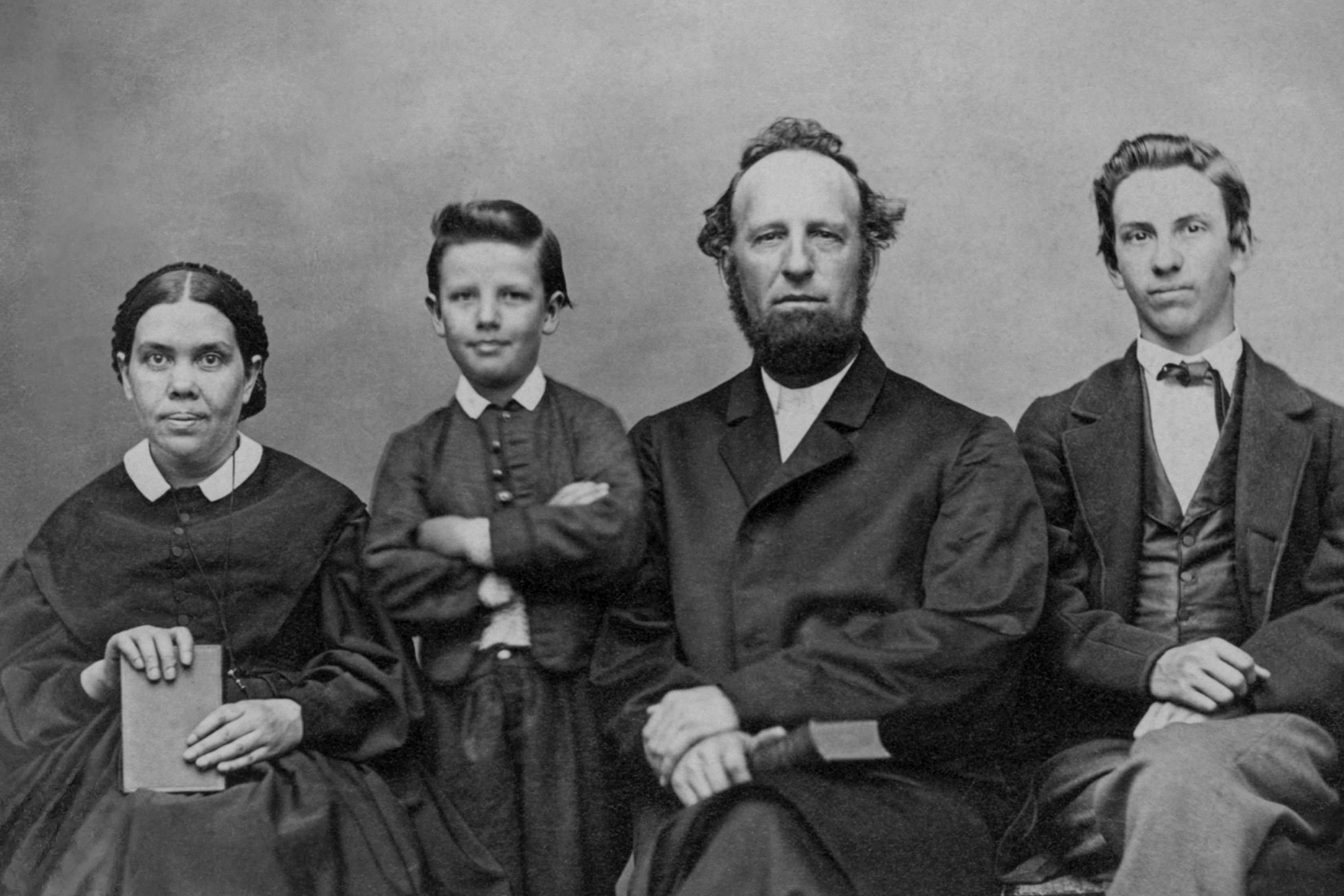
La familia White en 1865. De izquierda a derecha: Ellen, William, James y Edson.

En noviembre de 1855, poco después del primer cumpleaños de Willie, la familia White y el personal del periódico se trasladaron a Battle Creek, Míchigan. Allí, los trabajadores del periódico encontraron alojamiento independiente, y la familia White —incluyendo a Jenny Fraser y Clarissa Bonfoey— tuvo por primera vez en varios años un hogar para ellos solos.
Sin embargo, la casa que alquilaron tenía varios inconvenientes: carecía de una leñera adecuada, tenía poco espacio interior para acomodar a las numerosas visitas y requería caminar una gran distancia para obtener agua. Por ello, en agosto de 1856 la comunidad adventista de Battle Creek ayudó a los White a adquirir un terreno y construir una cabaña de un piso y medio con domicilio en el número 63 de Wood Street. En los meses posteriores, la vivienda fue ampliada con habitaciones adicionales en el primer piso.
La rutina diaria de la familia White iniciaba a las 6 a. m. Tras desayunar, se reunían a las 7 a. m. para participar del culto matutino. James leía y comentaba un pasaje de la Biblia, cantaban juntos un himno y luego James dirigía una oración. William recordaba que su padre no realizaba una oración rutinaria:

Oraba con fervor y reverencia solemne. Suplicaba por las bendiciones que más necesitaban él y su familia, y por la prosperidad de la causa de Dios.

El mayo de 1863, tras una convención de líderes realizada en Battle Creek, el movimiento adventista adoptó una estructura denominacional unificada mediante la organización de la Asociación General de los Adventistas del Séptimo Día. William estuvo presente en la convención y colaboró entregando agua a los delegados.
Pese a ser el epicentro denominacional, en 1863 Battle Creek aún no contaba con un establecimiento educacional adventista, por lo que William inició su educación formal en una escuela primaria pública a los ocho años.
Durante su niñez, Willie sufrió la muerte de dos de sus hermanos. El cuarto hijo de la familia nació el 20 de septiembre de 1860. Los White —que esperaban que fuera una niña— no tenían preparado ningún nombre de varón, y a las seis semanas aún le llamaban «bebé sin nombre». A fines de noviembre el bebé enfermó de erisipela y tras tres semanas de enfermedad falleció el 14 de diciembre. Al momento de su entierro había sido bautizado como John Herbert White.
Tres años después, Henry Nichols —el hermano mayor de Willie—, contrajo un resfriado común que evolucionó a neumonía. Sus padres llamaron a un médico que intentó ayudarlo con los fármacos habituales de la época, pero Henry empeoró rápidamente y murió el 8 de diciembre de 1863. Dos meses después, Willie contrajo la misma enfermedad. Esta vez, Ellen decidió cuidarlo ella misma con hidroterapia y otros tratamientos naturales hasta su recuperación.

### Adolescencia

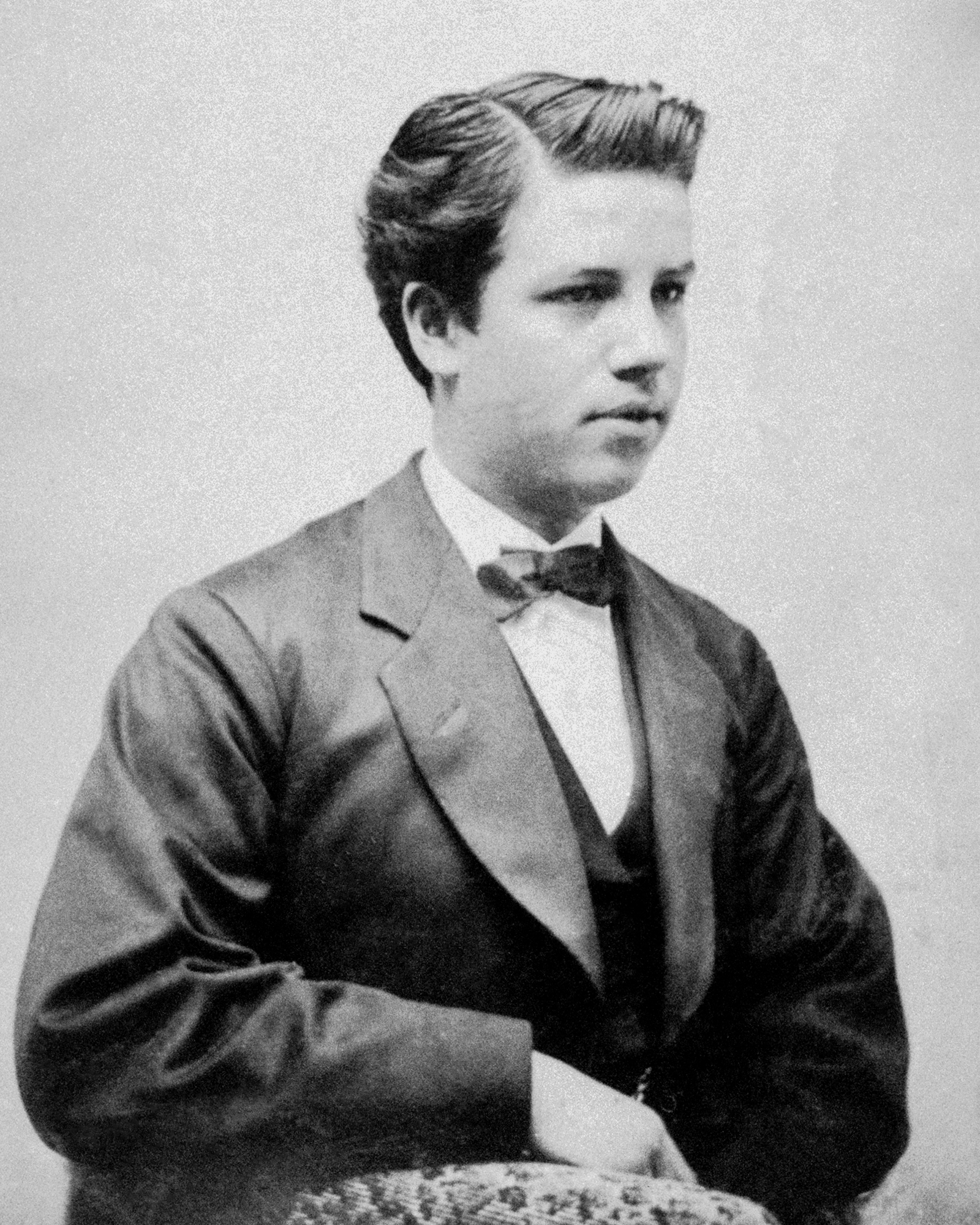
Ferrotipo de William C. White en 1868.

En abril de 1867 los White se trasladaron a Greenville buscando que un cambio de entorno favoreciera la recuperación de James White, secuelado tras un accidente cerebrovascular sufrido en agosto de 1865. Willie tomó un rol activo en el proceso de rehabilitación, motivándolo a realizar actividades de agricultura y ganadería juntos.
El 30 de junio del mismo año, Willie fue bautizado por su padre en un lago cercano. Algunos meses más tarde, James y Ellen White reiniciaron sus viajes misioneros, dejándolo en Greenville al cuidado de los Maynard —un matrimonio adventista de confianza— durante veinte semanas.
Willie continuó asistiendo a la escuela pública local y cuidando de la granja de los White hasta agosto de 1868, cuando regresó a Battle Creek para matricularse en la primera escuela patrocinada por la Iglesia Adventista del Séptimo Día, dirigida por el profesor Goodloe H. Bell.
A partir de 1870, Willie comenzó a acompañar a sus padres en sus viajes misioneros, asistiendo a las reuniones campestres adventistas en diversos puntos del país. En septiembre de 1872 visitaron California por primera vez, apreciando el clima cálido y la hospitalidad de los miembros de la iglesia.

### Educación
En noviembre de 1872, William —de 18 años— regresó a Battle Creek para sumarse a su hermano Edson y otros jóvenes adventistas que deseaban obtener formación médica en el Hygeo-Therapeutic College del médico hidroterapeuta Russell T. Trall, en Florence Heights, Nueva Jersey. Tras completar un curso de seis meses que incluía osteología, frenología y química, William y Edson recibieron un diploma «confiriendo el grado de Doctor en Medicina, con los derechos, privilegios e inmunidades propios del ejercicio legalizado de la medicina». Sin embargo, James instruyó a sus hijos no hacerse llamar médicos a menos que obtuvieran estudios adicionales y comenzaran a ejercer la profesión.
Entre abril y mayo de 1873, James White sufrió dos nuevos ictus que motivaron a la familia a alejarse de las responsabilidades de Battle Creek y pasar cuatro meses en una cabaña en Colorado. William utilizó su entrenamiento médico recién adquirido para ayudar en la rehabilitación de su padre.
Durante el periodo académico de 1873-1874, William continuó su educación superior asistiendo al incipiente Battle Creek College, donde cursó aritmética, gramática y puntuación con Goodloe H. Bell, filosofía y retórica con Sidney Brownsberger, y estudios bíblicos con Uriah Smith.
Hasta abril de 1874, William tenía la intención de completar su formación profesional en la Escuela de Medicina de la Universidad de Míchigan. Sin embargo, las crecientes dificultades de salud que limitaban la movilidad de su padre lo motivaron a asumir una nueva responsabilidad: acompañar a Ellen White en las reuniones campestres adventistas que se realizaban durante el verano en distintos puntos del país, de las cuales era la principal conferenciante. William —con 20 años— actuaba además como su secretario personal y proporcionaba asistencia editorial en sus escritos.

### Matrimonio

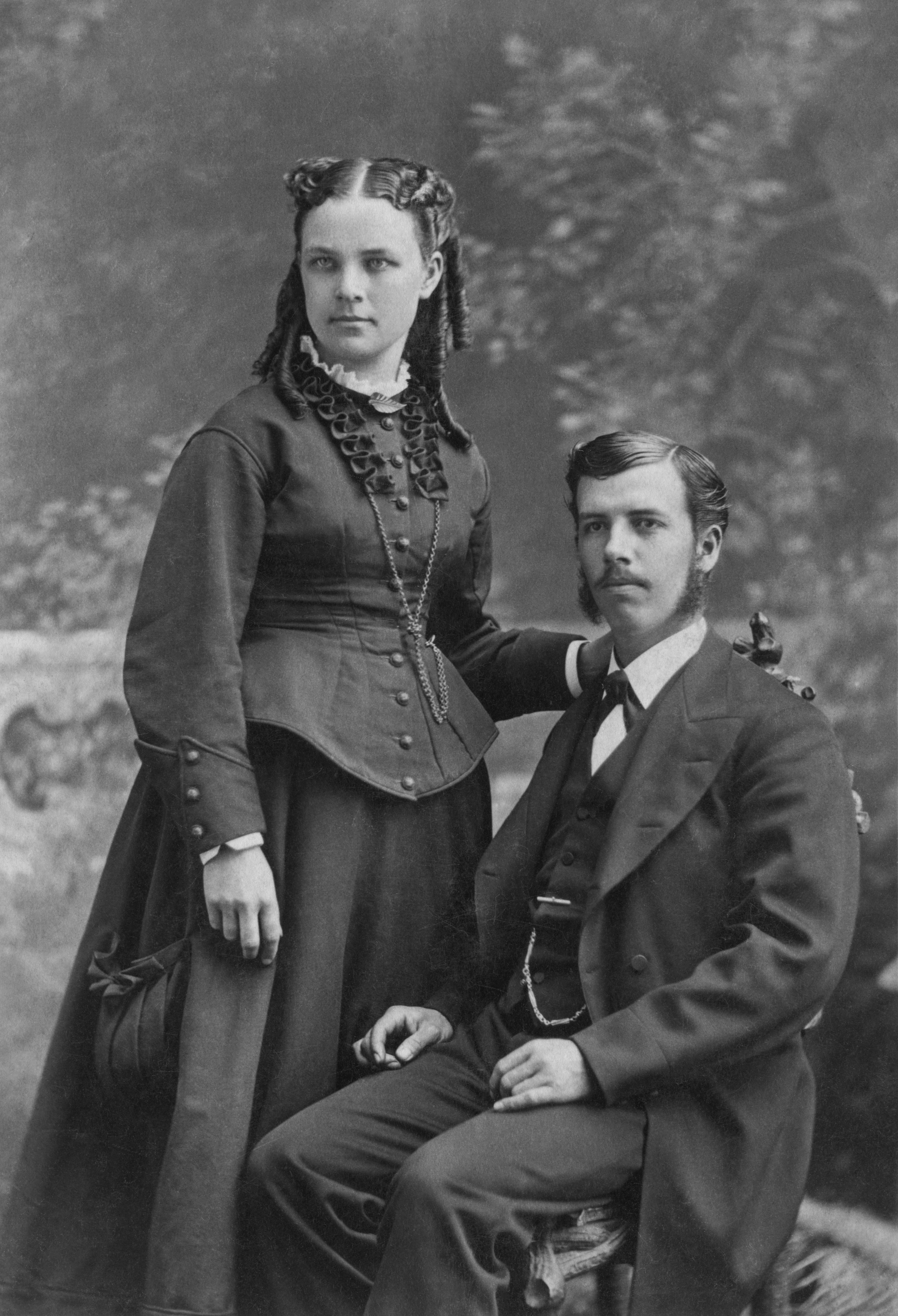
William y Mary White en 1876. Al momento de su matrimonio, William tenía 21 años y Mary 19.

En enero de 1975, William se trasladó a Oakland, California, donde sus padres se habían radicado para impulsar la obra adventista en la costa oeste de los Estados Unidos. El año anterior, James White había fundado un nuevo periódico semanal titulado Signs of the Times, y estaba organizando una nueva editorial, la Pacific Press. En marzo, William fue nombrado gerente comercial interino de la incipiente institución, y a partir de julio empezó a escribir artículos para el periódico.
En junio del mismo año, William se comprometió con Mary Ellen Kelsey, originaria de Battle Creek, quien trabajaba como tipógrafa en la editorial. La ceremonia de matrimonio se realizó en Alameda el 9 de febrero de 1876. Tras una breve luna de miel en Petaluma, los recién casados continuaron viviendo en Oakland con los padres de William.

### Primeras responsabilidades en California
Las responsabilidades administrativas de William White fueron aumentando progresivamente durante su estadía en California. En septiembre de 1875 fue elegido tesorero de la Asociación de California, la entidad administrativa que coordinaba las congregaciones adventistas del séptimo día de la región. El 3 de abril de 1876 fue elegido presidente y gerente comercial de la Pacific Press. Simultáneamente, Mary White fue escogida tesorera de la editorial y jefa de redacción del periódico Signs of the Times. Ambos escribireron numerosos artículos para el periódico durante los meses siguientes.
A inicios de 1876, los líderes de la Iglesia Adventista del Séptimo Día acordaron establecer una editorial en Europa. James White —que se desempeñaba como presidente de la Asociación General— propuso que William y Mary White se encargaran del proyecto. La pareja aceptó el desafío, pero pasarían nueve años hasta que finalmente lograran concretar el viaje.

### Primeras responsabilidades en Battle Creek
En agosto de 1877, William y Mary White regresaron a Battle Creek para estudiar francés y alemán como parte de su preparación para trabajar en Europa. Sin embargo, sus aspiraciones académicas fueron despalazadas por múltiples responsabilidades administrativas. En un periodo de pocos meses, William fue escogido miembro del directorio del Battle Creek College, director del Western Health Reform Institute, vicepresidente de la Review and Herald Publishing Association y miembro del Comité Ejecutivo de la Asociación de Escuela Sabática.
Con solo veintitrés años, William White trabajaba en estrecha colaboración con los más altos funcionarios de la denominación. En 1878 participó activamente en la planificación de la edificación de un nuevo templo adventista en Battle Creek. William propuso que se le pidiera a cada adventista del séptimo día que donara al menos diez centavos al mes durante un año para financiar la construcción, razón por la cual el edificio fue llamado Dime Tabernacle. En abril de 1879, añadió a sus responsabilidades el rol de secretario interino de misiones extranjeras de la Asociación General.

### Liderazgo en California

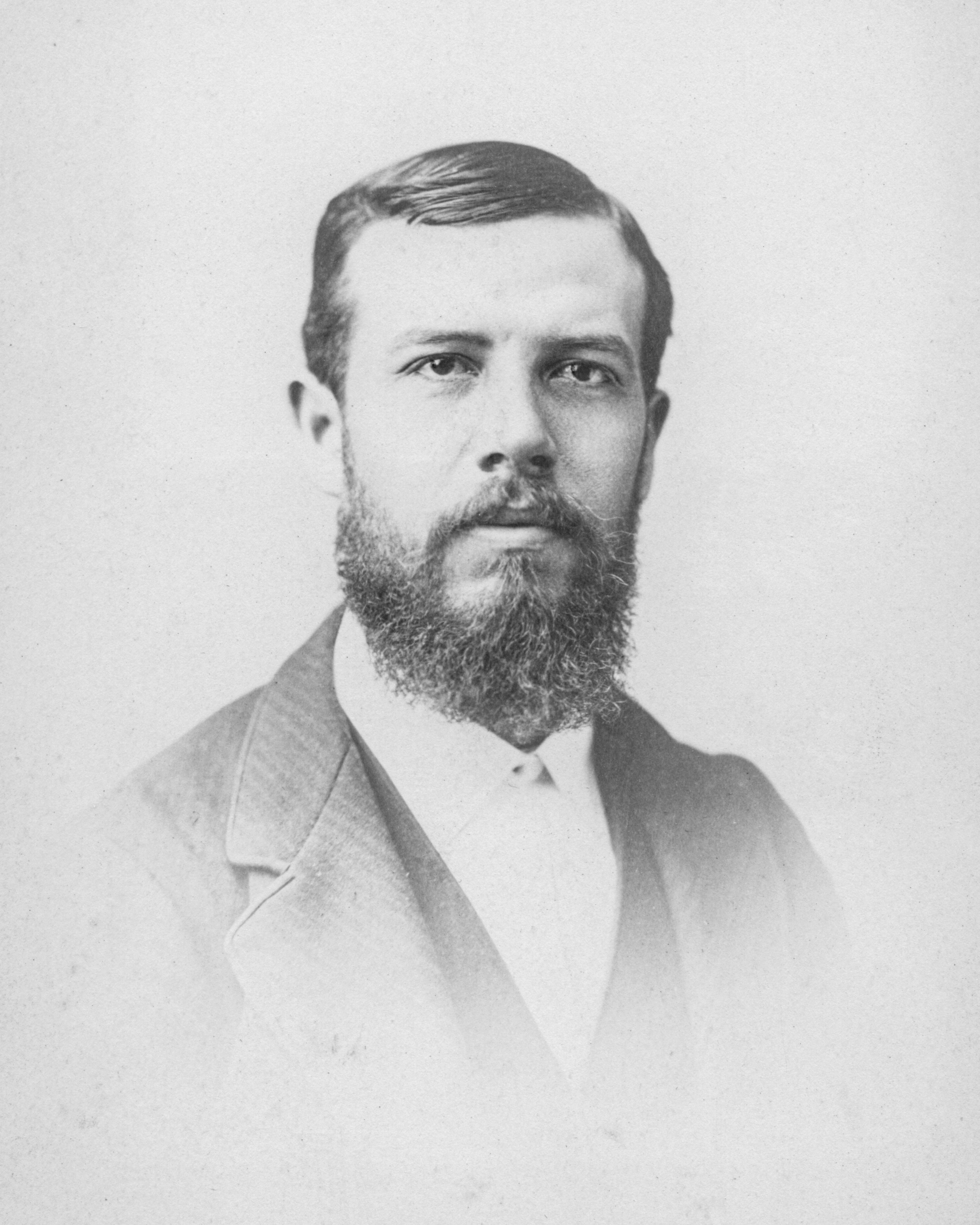
William C. White en 1880.

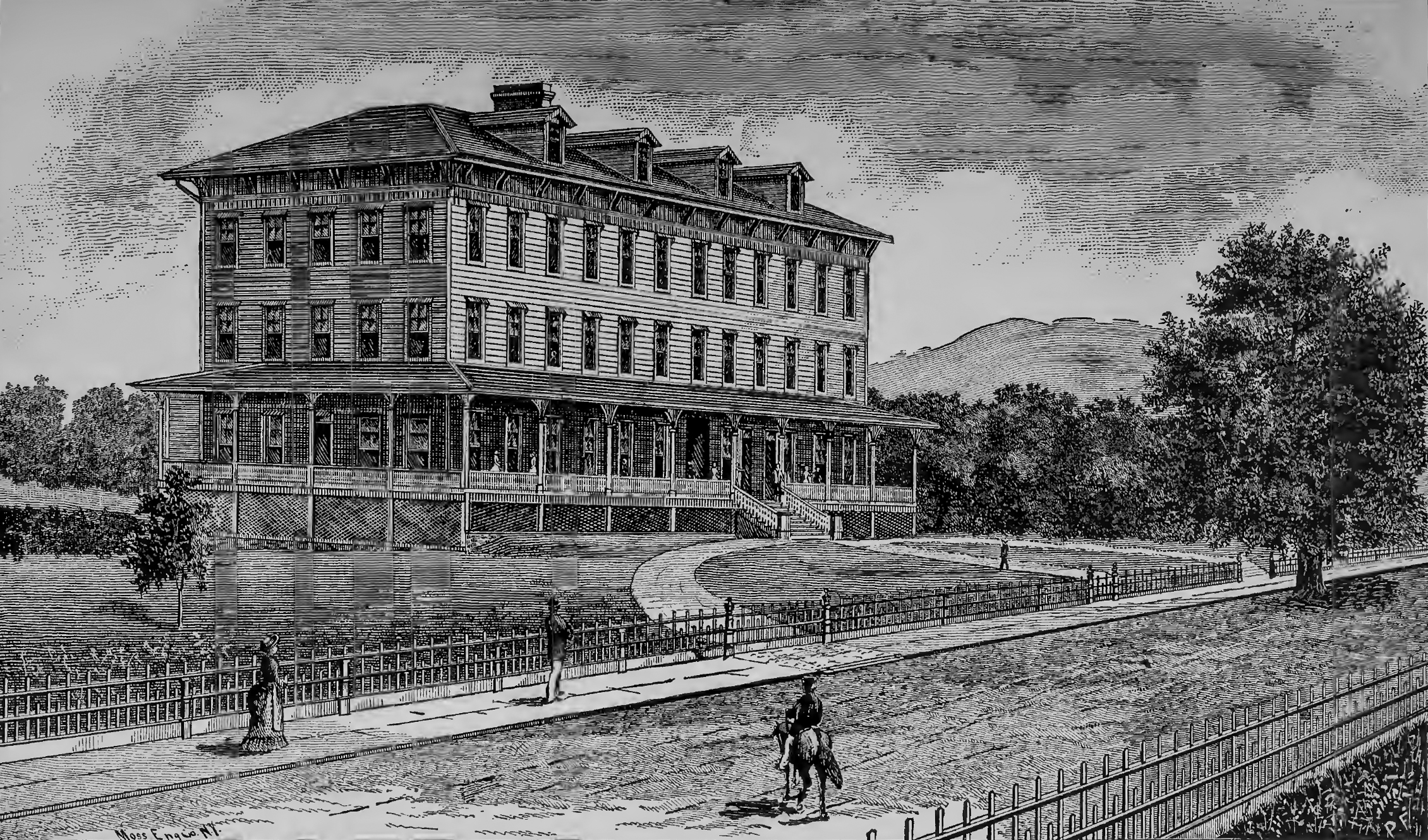
Grabado del Healdsburg College en 1889.

Mientras tanto, en California, la Pacific Press atravesaba severas dificultades financieras debido a la deficiente administración de Edson White, gerente de la editorial. En consecuencia, se le solicitó a William que asumiera nuevamente el liderazgo de la institución reemplazando a su hermano, lo cual provocó un importante deterioro en la relación entre ambos.
William y Mary White retornaron a Oakland en febrero de 1880. Además de su trabajo en la Pacific Press, William continuó ejerciendo como secretario de misiones extranjeras y líder de la Asociación de Escuela Sabática. Estas responsabilidades le exigían viajar con frecuencia por el país.
En octubre de 1881, los constituyentes de la Asociación de California acordaron establecer una institución educativa denominacional en su territorio y asignaron a William White la responsabilidad de liderar el proyecto. White adquirió una propiedad en Healdsburg e invitó a Sidney Brownsberger a ser el primer director de la institución. Las clases del Healdsburg College iniciaron en abril de 1882 y pocos meses después contaba con 6 profesores y 152 estudiantes. El continuo crecimiento del establecimiento motivó el traslado del campus a una zona rural en Angwin en 1906, tras lo cual fue renombrado Pacific Union College. White permaneció en el directorio de la institución durante el resto de su vida.

### Muerte de James White
En los primeros días de agosto de 1881, James White enfermó gravemente por malaria. Fue internado en el Sanatorio de Battle Creek, pero pese a los esfuerzos de John Harvey Kellogg, falleció el sábado 6 de agosto, dos días después de cumplir sesenta años. Kellog envió un telegrama a Oakland informando a W. C. White de la muerte de su padre. El funeral fue pospuesto hasta el sábado siguiente para que William y Mary pudieran estar presentes.
La muerte de James White tuvo un profundo efecto en la salud física y emocional de su viuda. Durante el año siguiente, Ellen White sufrió un deterioro tan grande que pensaba que su vida terminaría pronto. Mientras se encontraba en este frágil estado de salud, en octubre de 1882 asistió a una reunión campestre realizada en Healdsburg. Allí, mientras exponía, experimentó una curación repentina y visible que los asistentes atribuyeron a un milagro.
Poco tiempo después, Ellen relató haber recibido una visión nocturna en la que se le aseguró que Dios había escogido a William para ayudarla en su ministerio en ausencia de su esposo:

El poderoso sanador dijo: «Vive. He puesto mi espíritu en tu hijo, W. C. White, para que sea tu consejero. Le he dado el espíritu de sabiduría y una mente perspicaz y perceptiva. Tendrá sabiduría para aconsejar y, si anda en mi camino y hace mi voluntad, será guardado y podrá ayudarte a llevar ante mi pueblo la luz que te daré. [...] Estaré con tu hijo, y seré su consejero.»

### Liderazgo en Europa

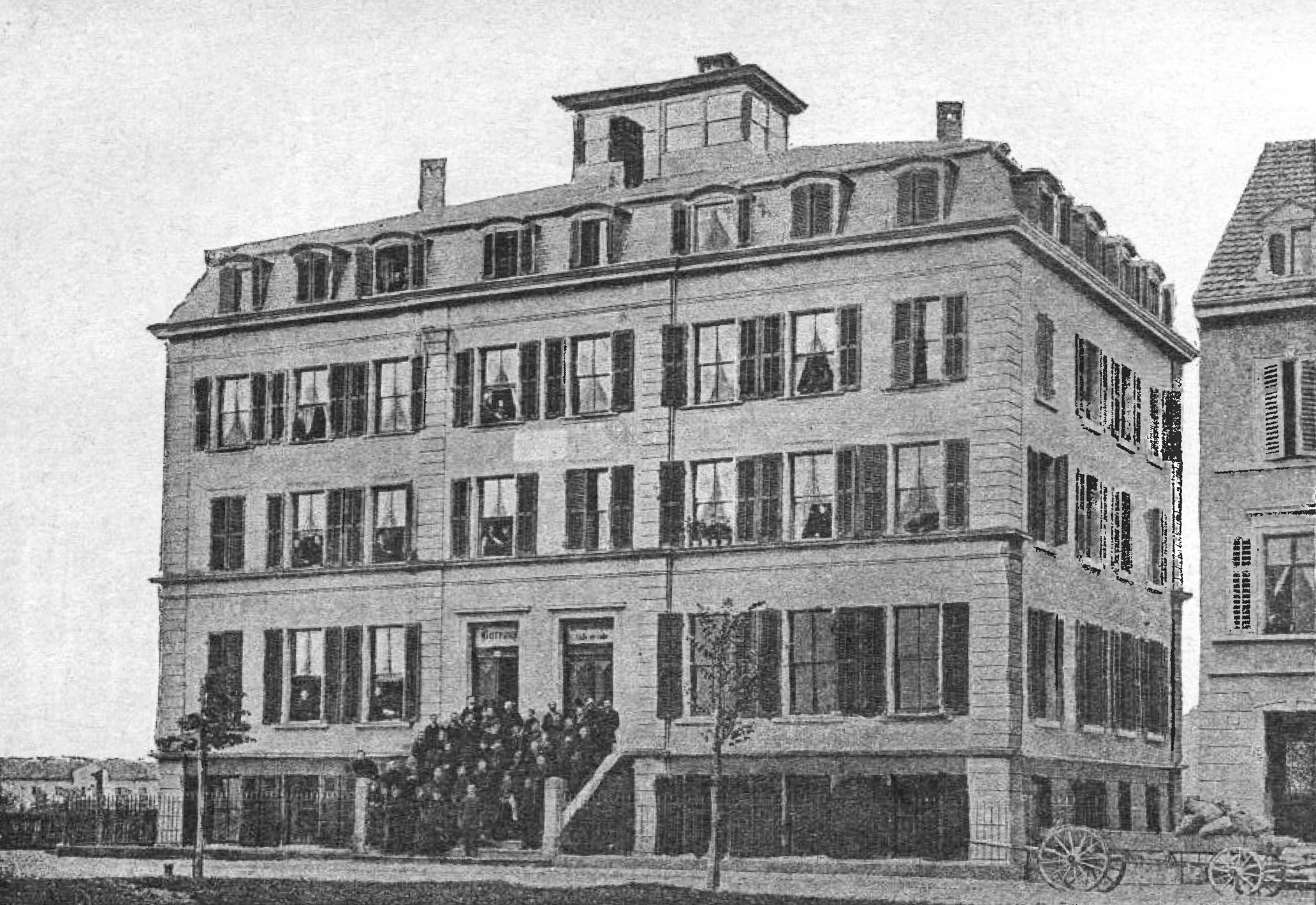
Durante su estadía en Europa, la familia White vivió en el tercer piso de la sede de la editorial adventista Imprimerie Polyglotte, en Basilea.

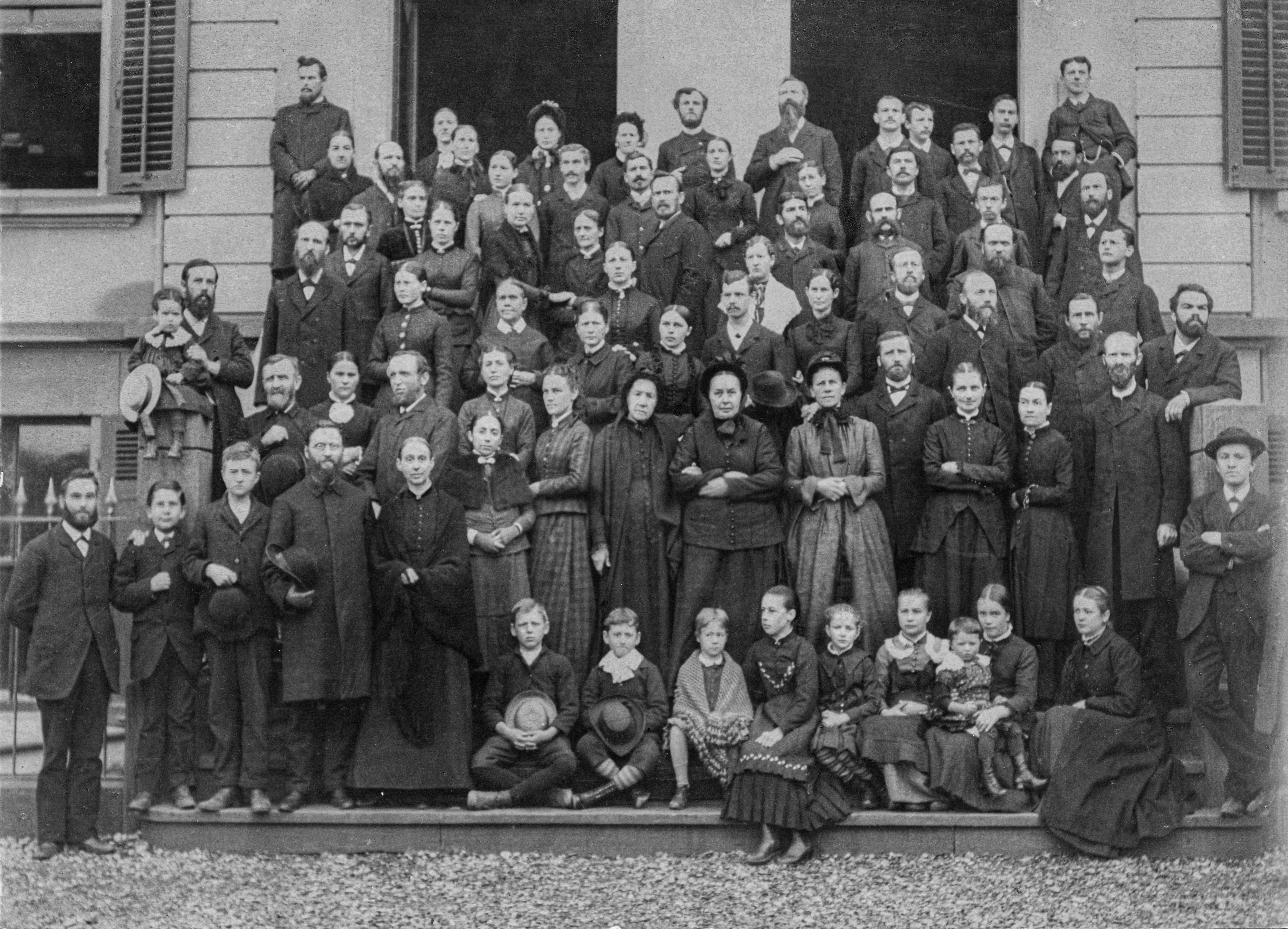
William C. White junto a un grupo de miembros de la Iglesia Adventista del Séptimo Día en Suiza en septiembre de 1885.

Durante la sesión de la Asociación General de los Adventistas del Séptimo Día realizada en noviembre de 1883, William White fue ordenado al ministerio pastoral y fue elegido como uno de los cinco miembros del Comité Ejecutivo de la Asociación General.
Al año siguiente, los líderes de la Asociación General confirmaron la decisión de enviar a W. C. White y su familia a Europa para liderar el desarrollo de las editoriales adventistas en Suiza y Noruega.
En agosto de 1885, William, Mary y su primera hija Ella May —nacida en enero de 1882— cruzaron el Atlántico junto a Ellen G. White y se establecieron en Basilea. Durante los siguientes dos años, el trabajo de W. C. White alternó entre periodos relativamente breves en casa y largos periodos de viaje por toda Europa Occidental. W. C. White realizó trabajo editorial, asesoró el desarrollo de las instituciones denominacionales, dirigió reuniones administrativas, mantuvo una extensa correspondencia y atendió las necesidades de su madre, que durante el mismo periodo realizó numerosas predicaciones ante congregaciones adventistas europeas. En paralelo, Mary White trabajó como asistente editorial de Ellen G. White.
La segunda hija del matrimonio, Mabel Eunice White, nació en Basilea en 1886. Algunos meses después, tras el segundo invierno en Suiza, Mary White enfermó de tuberculosis, motivo por el cual debió retornar a Estados Unidos en agosto de 1887 para obtener atención médica en el Sanatorio de Battle Creek. Pese a múltiples esfuerzos por recuperar su salud, murió en 1890, a la edad de 33 años.

### Liderazgo en Battle Creek
En 1888, cuando Ole A. Olsen fue elegido presidente de la Asociación General, William se desempeñó como presidente interino hasta el regreso de Olsen de Europa seis meses después.

### Liderazgo en Australia
William y su madre, Ellen White, fueron invitados a Australia en 1891. Dejando a sus dos hijas en Battle Creek, cruzó el Pacífico con su madre a fines de ese año. Una vez allí, William dividió su tiempo entre ayudar a su madre y establecer la obra adventista en el país. En 1894, fue escogido para presidir la Unión Australiana. Ejerció esta responsabilidad hasta 1897, cuando para hacer justicia a la obra literaria de su madre, pidió ser relevado de responsabilidades ejecutivas y no ser reelegido al Comité de la Asociación General. Mientras tanto, William dirigió la búsqueda de un terreno rural para una escuela en Australia. La propiedad de Cooranbong fue elegida en 1894 y, hasta su salida del país, estuvo muy vinculado a los intereses de la escuela.
En 1895, William se casó con Ethel May Lacey en Tasmania. En septiembre de 1900, cuando Ellen G. White regresó a los Estados Unidos y adquirió Elmshaven cerca del Sanitarium St. Helena, él también regresó y residió cerca.

### Regreso a California
Junto con su madre, White asistió a la Asociación General de abril de 1901 en Battle Creek, Míchigan, y fue secretario del comité de reorganización de la Asociación General. William pasó la mayor parte de su tiempo y habilidades ayudando a su madre en sus viajes y publicaciones. Él, junto con otros 4 hombres, fue puesto a cargo del patrimonio de su madre a su muerte en 1915 y se desempeñó como secretario del Ellen G. White Estate hasta su muerte.
Como secretario del Comité, fue responsable de la publicación de varios trabajos póstumos compilados de acuerdo con las disposiciones del testamento de Ellen White, y de preparar un índice de los trabajos publicados en ese momento.
Aunque William vivió y trabajó en California hasta su muerte en 1937, participó en el establecimiento de planes para la transferencia de las oficinas de White Estate a Washington D. C., que se realizó poco después de su muerte.
William tuvo cuatro hijos y tres hijas. Uno de sus hijos, Arthur L. White, sucedió a su padre como secretario del White Estate. William murió el 1 de septiembre de 1937. Sus funerales se llevaron a cabo en California y en Battle Creek, Míchigan. Fue enterrado con su familia en el cementerio de Oak Hill, en Battle Creek.